# История на Кирибати
Островите, които в днешно време съставляват Република Кирибати, са населявани от поне 700 години, вероятно повече. Първите австронезийски народи, които ги посещават, са полинезийци и меланезийци. През 17 век пристигат европейските мореплаватели. След това се управляват като част от Британската империя под името Гилбъртови острови. Държавата става независима през 1979 г., откогато и е известна със сегашното си име.

## Доколониална епоха
За заселването на островите Кирибати и ранната им история е известно много малко. Има предположения, че предците на съвременните кирибатийци са дошли на Гилбъртовите острови от източна Меланезия в началото на 1 хилядолетие.. Това е свързано с факта, че именно по това време вече са били заселени близките Маршалови острови. Да се посочи точното време на заселването на островите Кирибати е много трудно, тъй като именно през първото хилядолетие се образуват и самите атоли.  Някои учени оспорват тази гледна точка, считайки, че формирането на островите в този регион на Тихия океан е започнало 3500 години по-рано. Все пак по време на откриването на островите на архипелага Джилбърт от европейците и американците те вече са били заселени, за разлика от островните групи Феникс и Лайн, които са били необитаеми. На атолите от тези островни групи обаче са намерени следи от човешко присъствие от далечното минало.  Това принуждава учените да търсят обяснение за причините за изчезването на местното население от архипелазите Лайн и Феникс. Едно от по-разпространените мнения е, че в условията на неголямата площ, отдалечеността от другите архипелази, засушаващия се климат и дефицита на питейна вода животът на тези острови е бил крайно проблематичен. Ето защо заселилите се на островите хора са били принудени да ги напуснат..

## Колониална епоха
Първият открит от европейците остров на Кирибати е Бутаритари, открит от испанския мореплавател Педро Фернандес де Кирос на 21 декември 1605 г. и наречен от него Буено-Виеха. На 2 юли 1765 г. Джон Байрон открива атола Никанау, а през 1788 г. Томас Джилбърт и Д. Маршал откриват атола Тарава.
Към края на XVIII век британските мореплаватели Джилбърт и Маршал откриват северните острови на архипелага. С всяка година на тях се заселват все повече европейци и към 1826 г. всички острови, влизащи в състава на Република Кирибати, са нанесени на европейските карти. Островите получават името си през 1820-те години, като са наречени така от руския пътешественик Иван Крузенщерн.
Чести посетители на островите са американски и английски китоловни кораби. В резултат на това започва търговски обмен между островитяните и екипажите на корабите. Някои моряци дезертират и се установяват на островите. По-късно палмовото масло и копрата стават основната стока, която е купувана от европейците и американците. В допълнение процъфтява поробването на местните жители от робовладелци от Перу, Австралия, САЩ и други страни. По-голямата част от робите са принудени да работят в Централна Америка, Самоа, Фиджи, Хавайските острови и Таити.
Американците и англичаните проявяват интерес в региона. През 1850-те години мисионерите откриват свои институции и започват да „спасяват“ душите на жителите на Гилбъртовите острови, забранявайки им „дивашките“ танци и опитвайки се да ги убедят да не встъпват в извънбрачни връзки. Първият мисионер на островите е американецът Хирам Бингам. През 1890 г. Британия взима под свой контрол островите Елис, състоящи се от 9 острова. Две години по-късно британците провъзгласяват протекторат на Британската империя над островите Гилбърт и откриват комендатура в Тарава четири години по-късно. На 26 септември 1901 г. Британската империя анексира остров Банаба заради откритите находища на фосфат, които веднага започва да експлоатира. В края на краищата остров Банаба е разрушен (почвата е пренесена в Австралия и Нова Зеландия), а в края на Втората световна война жителите са преселени на остров Рамби във Фиджи, където се намира основното селище. На 12 януари 1916 г. островите Елис са обединени с островите Гилбърт, като е образувана колонията Острови Гилбърт и Елис, която до 2 януари 1976 г. е част от Британските Западнотихоокеански територии.

## Втора световна война
По време на Втората световна война Япония бомбардира остров Банаба, а след атаката над Пърл Харбър японските войски извършват десант на Тарауа и Бутаритари. На 20 ноември 1943 г. съюзнически сили нападат японските позиции на двата атола, което води до едни от най-ожесточените битки в Тихоокеанската кампания. Битката за Тарауа и битката за Макин са повратни точки във войната.

## Самоопределяне
Създаването на ООН след Втората световна война води до съставянето на специален комитет по деколонизация. В резултат на това, британските колонии в Тихия океан започват да се възползват от правото си на самоопределяне.
През 1974 г. на островите е проведен референдум, от който става ясно че мнозинството от населението иска да се отдели в независима държава. Отцепването настъпва в два етапа. На 1 октомври 1975 г. Тувалу е призната за отделна британска зависима територия със свое собствено правителство. На 1 януари 1976 г. е създаден отделна администрация за колонията Острови Гилбърт и Елис.

### Независимост
Гилбъртовите острови получават вътрешно самоуправление през 1977 г. и провеждат избори през февруари 1978 г., на които за главен министър е избран 27-годишният Йеремия Табаи. Кирибати получава пълна независимост на 12 юли 1979 г.
Макар името за Гилбъртовите острови на местния кирибатски език да е „Тунгару“, новата държава избира името „Кирибати“, както местното население произнася „Гилбъртови“.